# Roy Acuff
Roy Claxton Acuff (Maynardville (Tennessee), 15 september 1903 – Nashville, 23 november 1992) was een Amerikaanse country zanger.

## Biografie
Acuff werd geboren in Maynardville, Tennessee, als derde van vijf kinderen. Hij speelde semi-professioneel honkbal, maar een verwonding in 1929 en een mentale instorting in 1930 beëindigden zijn aspiraties voor de New York Yankees te spelen.
Hij besloot zich op de muziek te richten en reisde naar het zuiden van de Verenigde Staten. Hij vormde uiteindelijk een band, The Crazy Tennesseans. Acuff werd ook een vaste waarde in countrytempel Grand Ole Opry, waar hij overigens in 1953 enkele keren het podium deelde met Bobbejaan Schoepen.
Hij had een korte loopbaan in de politiek en verloor de strijd voor Gouverneur van Tennessee in 1948.
Acuff heeft een vermelding op de Hollywood Walk of Fame op 1541 Vine St. en werd in 1962 opgenomen in de Country Music Hall of Fame en in 1979 in America's Old Time Country Music Hall of Fame.

## Selectieve discografie
- Old Time Barn Dance (Columbia 1949)
- The Great Speckled Bird (Harmony 1958)
- Roy Acuff & His Smoky Mountain Boys (1963)
- Met de Jordanaires: Handclapping Gospel Songs (1963)
- Great Train Songs (Hickory 1965)
- Smoky Mountain Memories (1975)
- Roy Acuff Sings Hank Williams (1980)